# Hausen (Murrhardt)

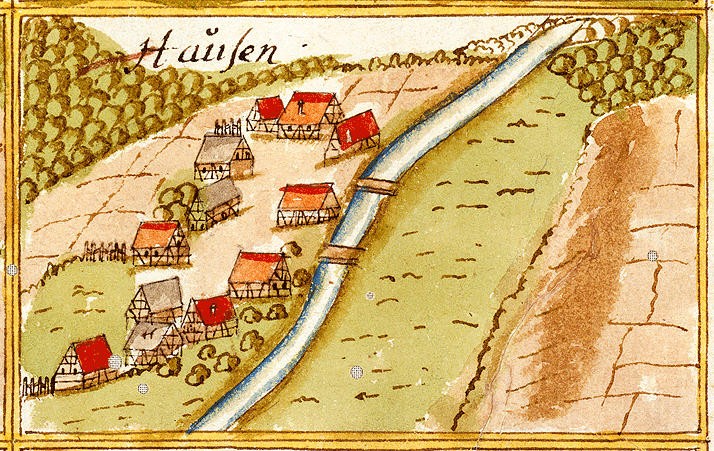
Hausen 1686 im Kieserschen Forstlagerbuch

Hausen (ⓘ) ist ein Teilort der Kleinstadt Murrhardt im Rems-Murr-Kreis in Baden-Württemberg. Der kleine Weiler liegt im Naturpark Schwäbisch-Fränkischer Wald.
In früheren Zeiten wurde Hausen zwecks Unterscheidung auch Hausen an der Murr genannt.
Der Teilort liegt etwa 2,5 km östlich des Zentrums von Murrhardt zwischen der Landesstraße 1066 und der Bahnstrecke Waiblingen–Schwäbisch Hall-Hessental direkt an der Murr. Der Fluss, der beim Teilort Vorderwestermurr entspringt, ist dort, etwa 2 km unterhalb des Murrknies, noch nicht begradigt und verläuft dieserhalb noch recht naturnah im oberen Murrtal. Östlich von Hausen liegen die Überreste der Hunnenburg.
In Hausen besteht eine Busverbindung nach Murrhardt Weststadt, in der Gegenrichtung nach Fornsbach (Linie 264/390), eine weitere Haltestelle befindet sich an der Eisenschmiedemühle. In den Sommermonaten verkehrt am Wochenende ein Bus mit Fahrradtransportmöglichkeit zwischen dem Bahnhof von Murrhardt und dem von Welzheim, der sogenannte Limesbus, der auch in Hausen hält.
Im Teilort gibt es eine Löschgruppe der Freiwilligen Feuerwehr.